# Jiesheng
Jiesheng (kinesiska: 捷胜) är en köping i sydöstra Kina. Den ligger i stadsdistriktet Chengqu i staden Shanwei i provinsen Guangdong, omkring 230 kilometer öster om provinshuvudstaden Guangzhou. Antalet invånare är 43 337. Befolkningen består av 21 092 kvinnor och 22 245 män. Barn under 15 år utgör 20,0 %, vuxna 15-64 år 72 %, och äldre över 65 år 7,0 %.